# Sherif Kallaku
Sherif Kallaku (Fushë-Krujë, 1 de marzo de 1998) es un futbolista albanés que juega de centrocampista y se encuentra sin equipo tras abandonar el ACS Sepsi OSK Sfântu Gheorghe.

## Trayectoria
Kallaku comenzó su carrera deportiva en el K. F. Laçi de la Superliga de Albania, debutando como profesional el 10 de septiembre de 2017 frente al Partizán de Tirana.
En 2018 fichó por el K. F. Teuta Durrës, con el que consiguió levantar la Copa de Albania en 2020, el que fue el año de su marcha, después de marcar 18 goles en 64 partidos a lo largo de las dos temporadas que estuvo en el Teuta. 
En 2020 se marchó a la Lokomotiva de Zagreb. Un año después regresó cedido al K. F. Teuta Durrës, continuando en la país después de este préstamo tras fichar por el K. F. Tirana.

## Selección nacional
Kallaku fue internacional sub-19, sub-20 y sub-21 con la selección de fútbol de Albania, antes de convertirse en internacional absoluto el 11 de octubre de 2020, en un partido de la Liga de Naciones de la UEFA 2020-21 frente a la selección de fútbol de Kazajistán.

## Clubes
| Club                          | País    | Año       |
| ----------------------------- | ------- | --------- |
| K. F. Laçi                    | Albania | 2017-2018 |
| K. F. Teuta Durrës            | Albania | 2018-2020 |
| Lokomotiva de Zagreb          | Croacia | 2020-2022 |
| K. F. Teuta Durrës (cedido)   | Albania | 2021      |
| F. K. Partizani (cedido)      | Albania | 2022      |
| K. F. Tirana                  | Albania | 2022-2023 |
| K. F. Teuta Durrës            | Albania | 2023      |
| ACS Sepsi OSK Sfântu Gheorghe | Rumania | 2023-2025 |

## Palmarés

### Títulos nacionales
| Título               | Club                          | País    | Año  |
| -------------------- | ----------------------------- | ------- | ---- |
| Copa de Albania      | K. F. Teuta Durrës            | Albania | 2020 |
| Supercopa de Albania | K. F. Teuta Durrës            | Albania | 2021 |
| Supercopa de Albania | K. F. Tirana                  | Albania | 2022 |
| Supercopa de Rumania | ACS Sepsi OSK Sfântu Gheorghe | Rumania | 2023 |